# Økologisk Landsforening
Økologisk Landsforening er en dansk interesseorganisation, der arbejder for at sikre, styrke, udvikle og udbrede økologisk fødevareproduktion. Desuden at være det samlende led mellem landmænd, virksomheder, forbrugere og ildsjæle. Helle Borup Friberg er direktør for foreningen. Hun overtog direktørposten i september 2017 efter Paul Holmbeck, der indtil 2020 fortsatte som politisk direktør. 
Foreningen blev stiftet i 2002 ved en fusion mellem Landsforeningen Økologisk Jordbrug (LØJ), Økologisk Landscenter og en række økologiske brancheforeninger. Landsforeningen Økologisk Jordbrug blev stiftet i 1981. Rødderne går tilbage til 1970'erne, hvor der opstod fire grupper af økologiske jordbrugere rundt omkring i Danmark. 
Foreningen er i dag en professionelt drevet organisation med omkring 45 ansatte. Organisationen driver hjemmesiderne www.okologi.dk og I Love Øko (om fordelene ved økologi). Foreningens avis Økologisk Landbrug udkommer én gang om måneden. Magasinet Økologisk udkommer 4 gange om året. Der udsendes også et ugentligt nyhedsbrev.
Økologisk Landsforening er hovedarrangør af begivenheden Økodag i samarbejde med danske mejerier, hvor der hvert år deltager flere hundrede tusinde mennesker.

## Medlemskaber
Økologisk Landsforening opererer med flere slags medlemskaber. Et personligt medlemskab, et støttemedlemskab kaldet "Øko-ven", et virksomhedsmedlemskab, et landmandsmedlemskab og et landbrugselev studiemedlemskab.

## Organisationsstruktur
Foreningens højeste myndighed er generalforsamlingen, som afholdes hvert år i marts. Foreningens bestyrelse består af 7 medlemmer, som har det juridiske ansvar for foreningens drift, og varetager de økologiske producenters, virksomheders og forbrugeres interesser over for samarbejdspartnere, myndigheder, politikere m.fl.. 
Derudover er der et repræsentantskabet på 29 medlemmer. De sætter foreningens overordnede politiske retning og fungerer som et rådgivende organ samt som et dialogforum for foreningens medlemmer. Repræsentantskabet udpeger 4 medlemmer til bestyrelsen (2 hvert år) for 2 år ad gangen. Forpersonen for repræsentantskabet er også forperson for bestyrelsen
Forpersonen vælges blandt medlemmerne af foreningen for 2 år ad gangen. Formandskabet består i øjeblikket af forperson Louise Køster og næstforperson Sten Dissing.